# Nesse-Apfelstädt
Nesse-Apfelstädt település Németországban, azon belül Türingiában. Lakosainak száma 5948 fő (2023. december 31.).

## Népesség
A település népességének változása:
| Lakosok száma | 5962 | 5951 | 5939 | 5933 | 5936 | 5948 |
|               | 2014 | 2017 | 2019 | 2021 | 2022 | 2023 |